# Какусис, Периклес
Перикле́с Каку́сис (греч. Περικλής Κακούσης; 1879 — 1939) — греческий перетягиватель каната и тяжелоатлет, чемпион летних Олимпийских игр 1904.
На Играх 1904 в Сент-Луисе в тяжёлой атлетике Какусис участвовал только в толчке двумя руками. Подняв вес в 111,70 кг, он занял первое место и выиграл золотую медаль.
В перетягивании каната Какусис выступал за сборную Греции, которая выбыла из турнира уже в четвертьфинале.